# Martin Helmchen
Martin Helmchen (* 21. Juni 1982 in Berlin) ist ein deutscher Pianist.

## Leben
Helmchen wurde als Sohn eines Wirtschaftsingenieurs und einer Sozialarbeiterin geboren. Im Alter von sechs Jahren erhielt er an der Musikschule Steglitz ersten Klavierunterricht, später von Corinna Simon. Sein Studium absolvierte er an der Hochschule für Musik Hanns Eisler Berlin bei Galina Iwanzowa und anschließend an der Hochschule für Musik Hannover bei Arie Vardi.  Er ist Preisträger von internationalen Wettbewerben.
Helmchen konzertierte international mit unter anderem den Berliner Philharmonikern den Wiener Philharmonikern, dem Deutschen Symphonie-Orchester Berlin, der Dresdner Philharmonie, dem Tonhalle-Orchester Zürich, dem Orchestre de Paris, dem London Philharmonic Orchestra, der Academy of St Martin in the Fields, dem Boston Symphony Orchestra, dem Cleveland Orchestra, New York Philharmonic Orchestra, dem Royal Flemish Philharmonic, den Osloer Philharmonikern und dem NHK Symphony Orchestra. Dabei arbeitete er mit Dirigenten zusammen wie zum Beispiel David Afkham, Marc Albrecht, Herbert Blomstedt, Christoph von Dohnányi, Mark Elder, Philippe Herreweghe, Manfred Honeck, Vladimir Jurowski, Andris Nelsons, Emmanuel Krivine, Andrés Orozco-Estrada, Christoph Poppen, Michael Sanderling und David Zinman.
Sein Schwerpunkt liegt im Bereich der Kammermusik. Hier erfolgte eine Zusammenarbeit mit vielen renommierten Künstlern, darunter Lars Vogt, Gidon Kremer, Christian Tetzlaff, Julia Fischer, Frank Peter Zimmermann, Carolin Widmann, Veronika Eberle, Antje Weithaas, Tabea Zimmermann,  Heinrich Schiff, Sharon Kam, Sabine Meyer, Juliane Banse und Matthias Goerne.
Helmchen veröffentlichte zahlreiche CDs, darunter die Einspielung sämtlicher Klavierkonzerte von Ludwig van Beethoven und dessen Tripelkonzert sowie die vollständigen Werke für Violine und Klavier von Franz Schubert (gemeinsam mit Julia Fischer).
Seit 2010 lehrt Helmchen Gastdozent für Kammermusik an der Kronberg Academy.
Martin Helmchen ist mit der Cellistin Marie-Elisabeth Hecker verheiratet, mit der er auch zusammenarbeitet und mehrere CDs veröffentlicht hat, und Vater von drei Töchtern.

## Preise und Auszeichnungen
- 2001: 1. Preis beim Internationalen Clara-Haskil-Klavierwettbewerb[2]
- 2003: 1. Preis beim Kissinger Klavierolymp
- 2006: Credit Suisse Young Artist Award[3]
- 2006: Echo Klassik in der Kategorie „Nachwuchskünstler des Jahres“ (zusammen mit Danjulo Ishizaka für die CD mit Cellosonaten von Mendelssohn,  Franck und Britten, Sony Classical 2005)
- 2018: Stipendium der Villa Massimo in Rom[5]

## Kritiken
Die Neue Zürcher Zeitung schrieb im Jahr 2012 über Helmchen: „Stürmer und Dränger mit empfindsamen Seiten; beeindruckend, wie viel Tiefe sein helles, weiches Piano hat“. Die Frankfurter Allgemeine Zeitung bezeichnete ihn in einer Besprechung aus dem Jahr 2013 als „der Philosoph am Klavier, mit seiner kleinen Liebe zur Pointe“.

## Diskografie (Auswahl)
- Cello Sonatas: Mendelssohn, Britten, Franck. Mit Danjulo Ishizaka, Cello (Sony Classical; 2005)
- W. A. Mozart: Piano Concertos C major K 415, C minor K 491. Mit dem Netherlands Chamber Orchestra, Leitung: Gordan Nikolić (PentaTone classics; 20017)
- Schubert: Piano Sonata in A, D. 959, 6 Moments musicaux (PentaTone classics; 2008)
- Franz Schubert: Complete Works for Violin and Piano Volume 1. Mit Julia Fischer (PentaTone classics; 2009)
- Franz Schubert: Forellen Quintet. (Und weitere Werke von Schubert). Mit Christian Tetzlaff, Antoine Tamestit, Marie-Elisabeth Hecker, Alois Posch, Aldo Baerten (PentaTone classics und Deutschlandfunk; 2009)
- Brahms: Sonatas & Trio. Mit Sharon Kam, Gustav Rivinius (Berlin Classics; 2009)
- Robert Schuman: Piano Concerto in A minor / Antonín Dvořák: Piano Concerto in G minor. Mit dem Orchestre Philharmonique de Strasbourg, Dirigent: Marc Albrecht (PentaTone classics; 2009)
- Mendelssohn: The Piano Concertos, Rondo brilliant op. 29. Mit dem Royal Flemish Philharmonic, Dirigent: Philippe Herreweghe (PentaTone classics; 2010)
- Franz Schubert: Complete Works for Violin and Piano Volume 2. Mit Julia Fischer (PentaTone classics; 2010)
- Shostakovich: Piano Concerto No. 1, Piano Concerto No. 2; Piano Quintet in G minor. Mit dem London Philharmonic Orchestra, Dirigent: Wladimir Jurowski (London Philharmonic Orchestra; 2011)
- Robert Schumann: Symphonische Etüden, Waldszenen, Arabeske  (PentaTone classics; 2012)
- Mozart: Piano Concertos No. 15 & 27. Mit dem Netherlands Chamber Orchestra, Leitung: Gordan Nikolić (PentaTone classics; 2014)
- Brahms: Cello Sonatas. Mit Marie-Elisabeth Hecker (Alpha Classics; 2016)
- Schubert: Arpeggione Sonata / Trio No. 2. Mit Marie-Elisabeth Hecker und Antje Weithaas (Alpha Classics; 2017)
- Beethoven: Diabelli Variations (Alpha Classics; 2018)
- Hindemith: Das Marienleben. Mit Juliane Banse (Alpha Classics; 2018)
- Beethoven: Piano Concertos 2 & 5‚ Emperor‘. Deutsches Symphonie-Orchester Berlin, Dirigent: Andrew Manze (Alpha Classics; 2019)
- Messiaen: Vingt Regards sur l’Enfant-Jésus (Alpha Classics; 2019)
- Beethoven: The Violin Sonatas. Sonatas 1–4. Mit Frank Peter Zimmermann (BIS; 2020)
- Beethoven: Piano Concerto 3 / Triple Concerto. Mit Antje Weithaas, Marie-Elisabeth Hecker, Deutsches Symphonie-Orchester Berlin, Dirigent: Andrew Manze (Alpha Classics; 2020)
- Beethoven: Piano Concertos 1 & 4. Deutsches Symphonie-Orchester Berlin, Dirigent: Andrew Manze (Alpha Classics; 2020)